# 29 pluviôse
29 nivôse 29 ventôse
Le nonidi 29 pluviôse, officiellement dénommé jour de la chélidoine, est le 149e jour de l'année du calendrier républicain.
C'était généralement le 17e jour du mois de février dans le calendrier grégorien.